# Sorkheh Deh
Sorkheh Deh (persiska: سرخه ده) är en ort i Iran.   Den ligger i provinsen Markazi, i den centrala delen av landet, 130 km sydväst om huvudstaden Teheran. Sorkheh Deh ligger 1 024 meter över havet och antalet invånare är 263.
Terrängen runt Sorkheh Deh är platt åt nordost, men åt sydväst är den kuperad.Runt Sorkheh Deh är det ganska tätbefolkat, med 58 invånare per kvadratkilometer. Närmaste större samhälle är Sāveh, 13,2 km nordost om Sorkheh Deh. Trakten runt Sorkheh Deh består i huvudsak av gräsmarker.